# Seznam kapucínských kostelů v Česku
Seznam kapucínských kostelů v Česku uvádí přehled všech kostelů v Česku, které byly postaveny Řádem menších bratrů kapucínů společně s jejich kláštery. Celkem je v seznamu uvedeno 33 staveb, z toho 20 z Čech a 13 z Moravy.

## Historie
Kapucíni přišli do českých zemí v roce 1599 a během několika let si postavili na pražských Hradčanech první konvent s chrámem. Další kláštery a kostely tohoto řádu byly v Čechách a na Moravě následně budovány do 60. let 18. století (ve Slezsku nevnikl žádný). Ojedinělou výjimku tvoří liberecký kostel svaté Máří Magdalény z počátku 20. století.
Kromě libereckého secesně-novobarokního chrámu jsou ostatní kostely typické strohou a jednotnou řádovou architekturou, z níž je v exteriéru nejvýraznější absence věže a rovněž jednoduché průčelí chrámu s malbou nad vstupem, trojúhelníkovým štítem a typizovaným rozvržením oken. Plány kostelů a klášterů si řádoví bratři navrhovali v převážné míře sami a přidržovali se vzoru, který byl publikován roku 1603 benátským kapucínem P. Antoniem z Pordenone. Někteří bratři jsou přitom autory několika českých konventů a kostelů, např. P. Bruno (České Budějovice, pravděpodobně také Kolín, Zákupy a Žatec). Většina kapucínských kostelů v Česku si zachovala původní podobu, pouze několik z nich bylo v pozdějších staletích více či méně přestavěno.

## Seznam kostelů
| Kostel                                                     | Obrázek                                                                                 | Galerie Commons                                                                                  | Místo                | Souřadnice                                     | Výstavba            | Ochrana          | Současné využití                                                            |
| ---------------------------------------------------------- | --------------------------------------------------------------------------------------- | ------------------------------------------------------------------------------------------------ | -------------------- | ---------------------------------------------- | ------------------- | ---------------- | --------------------------------------------------------------------------- |
| kostel Panny Marie Andělské                                | Kostel Panny Marie Andělské                                                             | Kategorie „Church of Our Lady of the Angel (Prague)“ na Wikimedia Commons                        | Praha (Hradčany)     | 50°5′24″ s. š., 14°23′26″ v. d.                | 1600–1602           | kulturní památka | konventní kostel hradčanského kláštera                                      |
| kostel svatého Františka z Assisi                          | Není dostupný snímek                                                                    |                                                                                                  | Brno                 | neznámé (před Měnínskou nebo Židovskou bránou) | 1604–1606           | ne               | zbořen ve 40. letech 17. století                                            |
| kostel svatého Františka z Assisi                          | Kostel svatého Františka z Assisi                                                       | Kategorie „Church of Saint Francis of Assisi (Mikulov)“ na Wikimedia Commons                     | Mikulov              | 48°48′25″ s. š., 16°38′23″ v. d.               | 1612–1613           | ne               | zbytky kostela využity jako Galerie Konvent                                 |
| kostel svaté Anny                                          | Kostel svaté Anny                                                                       | Kategorie „Church of Saint Anne (České Budějovice)“ na Wikimedia Commons                         | České Budějovice     | 48°58′27″ s. š., 14°28′36″ v. d.               | 1615–1620           | kulturní památka | koncertní síň Otakara Jeremiáše                                             |
| kostel neznámého zasvěcení                                 | Není dostupný snímek                                                                    |                                                                                                  | Olomouc              | neznámé (před Střední bránou)                  | 1615–161? 1622–1623 | ne               | zbořen roku 1619, poté obnoven definitivně zbořen ve 40. letech 17. století |
| kostel svatého Václava                                     | Kostel svatého Václava                                                                  | Kategorie „Church of Saint Wenceslaus (Roudnice nad Labem)“ na Wikimedia Commons                 | Roudnice nad Labem   | 50°25′30″ s. š., 14°15′49″ v. d.               | 1615–1628           | kulturní památka | bez využití                                                                 |
| kostel Panny Marie Andělské                                | Kostel Panny Marie Andělské                                                             | Kategorie „Cemetery church of the Virgin Mary in Vyškov“ na Wikimedia Commons                    | Vyškov               | 49°16′34″ s. š., 16°59′44″ v. d.               | 1617–1622/24        | kulturní památka | hřbitovní kostel                                                            |
| kostel Nanebevzetí Panny Marie                             | Není dostupný snímek                                                                    |                                                                                                  | Most                 | 50°31′31″ s. š., 13°38′19″ v. d.               | 1618–1627           | ne               | zbořen v 70. letech 20. století                                             |
| kostel svatého Jana Křtitele                               | Kostel svatého Jana Křtitele                                                            | Kategorie „Church of Saint John the Baptist (Znojmo)“ na Wikimedia Commons                       | Znojmo               | 48°51′14″ s. š., 16°3′2″ v. d.                 | 1628–1632           | kulturní památka | filiální kostel farnosti u sv. Mikuláše, Znojmo                             |
| kostel svatého Františka z Assisi                          | Není dostupný snímek                                                                    |                                                                                                  | Jihlava              | 49°23′53″ s. š., 15°35′22″ v. d.               | 1631–1632           | ne               | zbořen v 80. letech 20. století                                             |
| kostel svatého Josefa                                      | Kostel svatého Klášter kapucínů (Nové Město), Praha 1, nám. Republiky 2, Nové Město.JPG | Kategorie „Church of Saint Joseph (New Town, Prague)“ na Wikimedia Commons                       | Praha (Nové Město)   | 50°5′19″ s. š., 14°25′45″ v. d.                | 1636–1642           | kulturní památka | konventní kostel novoměstského kláštera                                     |
| kostel svatého Víta, Václava a Vojtěcha                    | Kostel svatého Víta, Václava a Vojtěcha                                                 | Kategorie „Church of Saints Vitus, Wenceslaus and Adalbert (Horšovský Týn)“ na Wikimedia Commons | Horšovský Týn        | 49°31′54″ s. š., 12°56′45″ v. d.               | 1650–1654           | kulturní památka | bez využití                                                                 |
| kostel Nalezení svatého Kříže                              | Kostel Nalezení svatého Kříže                                                           | Kategorie „Church of the Finding of the True Cross (Brno)“ na Wikimedia Commons                  | Brno                 | 49°11′29″ s. š., 16°36′35″ v. d.               | 1650–1656           | kulturní památka | konventní kostel brněnského kláštera                                        |
| kostel svatého Felixe                                      | Kostel svatého Felixe                                                                   | Kategorie „Church of Saint Felix (Sušice)“ na Wikimedia Commons                                  | Sušice               | 49°13′45″ s. š., 13°31′19″ v. d.               | 1651–1655           | kulturní památka | konventní kostel sušického kláštera                                         |
| kostel Zvěstování Páně                                     | Kostel Zvěstování Páně                                                                  | Kategorie „Church of the Annunciation (Olomouc)“ na Wikimedia Commons                            | Olomouc              | 49°35′30″ s. š., 17°15′15″ v. d.               | 1653–1661           | kulturní památka | konventní kostel olomouckého kláštera                                       |
| kostel svaté Ludmily                                       | Kostel svaté Ludmily                                                                    | Kategorie „Church of Saint Ludmila (Litoměřice)“ na Wikimedia Commons                            | Litoměřice           | 50°31′59″ s. š., 14°8′11″ v. d.                | 1654–1657           | kulturní památka | filiální kostel farnosti u Všech svatých, Litoměřice                        |
| kostel svatého Josefa                                      | Kostel svatého Josefa                                                                   | Kategorie „Church of Saint Joseph (Chrudim)“ na Wikimedia Commons                                | Chrudim              | 49°57′4″ s. š., 15°47′52″ v. d.                | 1662–1665           | kulturní památka | Muzeum barokních soch                                                       |
| kostel svatého Antonína Paduánského                        | Kostel svatého Antonína Paduánského                                                     | Kategorie „Church of Saint Anthony of Padua in Sokolov“ na Wikimedia Commons                     | Sokolov              | 50°10′44″ s. š., 12°38′15″ v. d.               | 1664–1667           | kulturní památka | koncertní a výstavní síň                                                    |
| kostel Nejsvětější Trojice                                 | Kostel Nejsvětější Trojice                                                              | Kategorie „Church of Holy Trinity (Kolín)“ na Wikimedia Commons                                  | Kolín                | 50°1′36″ s. š., 15°12′14″ v. d.                | 1666–1671           | kulturní památka | součást exercičního domu jezuitů                                            |
| kostel Narození Páně                                       | Kostel Narození Páně                                                                    | Kategorie „Church of the Nativity of Christ (Opočno)“ na Wikimedia Commons                       | Opočno               | 50°16′4″ s. š., 16°6′58″ v. d.                 | 1674–1677           | kulturní památka | filiální kostel farnosti Opočno                                             |
| kostel svatého Josefa                                      | Kostel svatého Josefa                                                                   | Kategorie „Church of Saint Joseph (Fulnek)“ na Wikimedia Commons                                 | Fulnek               | 49°42′56″ s. š., 17°54′12″ v. d.               | 1674–1683           | kulturní památka | Muzeum Novojičínska                                                         |
| kostel Korunování Panny Marie                              | Kostel Korunování Panny Marie                                                           | Kategorie „Church of the Coronation of Mary in Žatec“ na Wikimedia Commons                       | Žatec                | 50°19′31″ s. š., 13°32′52″ v. d.               | 1676–1683           | kulturní památka | filiální kostel farnosti Žatec                                              |
| kostel svatého Františka z Assisi                          | Kostel svatého Františka z Assisi                                                       | Kategorie „Church of Saint Francis of Assisi (Zákupy)“ na Wikimedia Commons                      | Zákupy               | 50°41′17″ s. š., 14°38′52″ v. d.               | 1681–1684           | kulturní památka | filiální kostel farnosti Zákupy                                             |
| kostel svatého Vavřince                                    | Kostel svatého Vavřince                                                                 | Kategorie „Church of Saint Lawrence (Rumburk)“ na Wikimedia Commons                              | Rumburk              | 50°57′13″ s. š., 14°33′16″ v. d.               | 1683–1686           | kulturní památka | filiální kostel farnosti Rumburk                                            |
| kostel Proměnění Páně                                      | Kostel Proměnění Páně                                                                   | Kategorie „Church of the Transfiguration (Třebíč)“ na Wikimedia Commons                          | Třebíč               | 49°12′51″ s. š., 15°53′8″ v. d.                | 1687–1693           | kulturní památka | farní kostel farnosti Třebíč-Jejkov                                         |
| kostel svatých Tří králů                                   | Kostel svatých Tří králů                                                                | Kategorie „Kostel svatých Tří králů a kaple svaté Anny“ na Wikimedia Commons                     | Mnichovo Hradiště    | 50°31′46″ s. š., 14°58′23″ v. d.               | 1690–1693           | kulturní památka | filiální kostel farnosti Mnichovo Hradiště                                  |
| kostel Nanebevzetí Panny Marie a svatého Cyrila a Metoděje | Kostel Nanebevzetí Panny Marie a svatého Cyrila a Metoděje                              | Kategorie „Church of the Assumption of the Virgin Mary (Kyjov)“ na Wikimedia Commons             | Kyjov                | 49°0′36″ s. š., 17°7′29″ v. d.                 | 1713–1720           | kulturní památka | farní kostel farnosti Kyjov                                                 |
| kostel svaté Máří Magdalény                                | Kostel svaté Máří Magdalény                                                             | Kategorie „Bývalý kostel sv. Máří Magdaleny (Český Brod)“ na Wikimedia Commons                   | Český Brod           | 50°4′24″ s. š., 14°51′43″ v. d.                | 1746–1750           | kulturní památka | soukromý majetek                                                            |
| kostel Čtrnácti svatých pomocníků                          | Kostel Čtrnácti svatých pomocníků                                                       | Kategorie „Church of Fourteen Holy Helpers (Mělník)“ na Wikimedia Commons                        | Mělník               | 50°21′10″ s. š., 14°28′29″ v. d.               | 1753–1754?          | kulturní památka | filiální kostel farnosti Mělník                                             |
| kostel svatého Františka z Assisi                          | Není dostupný snímek                                                                    |                                                                                                  | Jáchymov (Mariánská) | 50°21′25″ s. š., 12°53′7″ v. d.                | 1754–1765           | ne               | zbořen v 60. letech 20. století                                             |
| kostel svatého Cyrila a Metoděje                           | Kostel svatého Cyrila a Metoděje                                                        | Kategorie „Church of Saints Cyril and Methodius (Prostějov)“ na Wikimedia Commons                | Prostějov            | 49°28′ s. š., 17°6′43″ v. d.                   | 1759–1762           | kulturní památka | filiální kostel farnosti u Povýšení sv. Kříže, Prostějov                    |
| kostel Panny Marie Andělské                                | Kostel Panny Marie Andělské                                                             | Kategorie „Church of Our Lady of the Angel (Náměšť nad Oslavou)“ na Wikimedia Commons            | Náměšť nad Oslavou   | 49°12′38″ s. š., 16°9′51″ v. d.                | 1761–1766           | kulturní památka | součást továrního komplexu                                                  |
| kostel svaté Máří Magdalény                                | Kostel svaté Máří Magdalény                                                             | Kategorie „Church of Saint Mary Magdalene (Liberec)“ na Wikimedia Commons                        | Liberec              | 50°46′4″ s. š., 15°2′52″ v. d.                 | 1908–1911           | kulturní památka | bez využití                                                                 |